# Elecciones a la Asamblea Constituyente de Ecuador de 1861
Las elecciones para diputados constituyentes de 1861 determinaron quienes conformarían la Asamblea Constituyente de Ecuador de 1861, la cual tenía como objetivo la redacción de un nuevo texto constitucional para el país en reemplazo de la tercera constitución marcista.
La conformación de una asamblea constituyente fue convocada por el Gobierno Provisorio encabezado por Gabriel García Moreno para restaurar la estabilidad constitucional e institucional del país luego de la crisis de 1859 que produjo la emergencia de múltiples gobiernos en distintas localidades del país.
Acorde a la normativa de la época, los legisladores eran electos por nominación libre de los electores, sin auspicio partidista o limitaciones por provincia, por lo que en ocasiones un legislador era electo por varias provincias.

## Nómina de Representantes Provinciales
38 diputados provinciales
| Provincia  | Diputados                                     | Diputados                     |
| ---------- | --------------------------------------------- | ----------------------------- |
| Ambato     |                                               | Juan León Mera Martínez       |
| Ambato     | Miguel Francisco Albornoz Ramírez             |                               |
| Ambato     | Luis Rafael Albornoz Ramírez                  |                               |
| Cuenca     |                                               | Mariano Cueva Vallejo         |
| Cuenca     | Francisco Eugenio Tamariz y Gordillo          |                               |
| Cuenca     | Vicente Cuesta                                |                               |
| Cuenca     | Francisco Moscoso Cárdenas                    |                               |
| Cuenca     | Ramón Borrero Cortázar                        |                               |
| Cuenca     | Vicente Lucio Salazar y Cabal                 |                               |
| Chimborazo | Bernardo Dávalos León                         | Bernardo Dávalos León         |
| Chimborazo | Juan Antonio Hidalgo                          |                               |
| Chimborazo | Leopoldo Freire Larrea                        |                               |
| Chimborazo | Miguel Nájera                                 |                               |
| Esmeraldas |                                               | Manuel Villavicencio Montúfar |
| Guayaquil  | Napoleón Aguirre Donoso                       | Napoleón Aguirre Donoso       |
| Guayaquil  | Luciano Moral                                 |                               |
| Guayaquil  | Secundino Darquea Iturralde                   |                               |
| Guayaquil  | Bartolomé Huerta Bravo                        |                               |
| Imbabura   | Miguel Egas Cabezas                           | Miguel Egas Cabezas           |
| Imbabura   | Luciano Solano de la Sala                     |                               |
| Imbabura   | Santiago Tobar Lasso de la Vega               |                               |
| Imbabura   | Rafael Pérez Pareja                           |                               |
| León       | Juan Antonio Toledo                           | Juan Antonio Toledo           |
| León       | Manuel Páez                                   |                               |
| León       | Felipe Sarrade Benites                        |                               |
| Loja       | Toribio B. Mora Moreno                        | Toribio B. Mora Moreno        |
| Loja       | Francisco Arias Valdivieso                    |                               |
| Los Ríos   | Vicente Espinoza Ruiz                         | Vicente Espinoza Ruiz         |
| Los Ríos   | Avelino Ribadeneira Recalde                   |                               |
| Los Ríos   | Tomás Hermenegildo Noboa Navas                |                               |
| Manabí     |                                               | Juan José Flores Aramburu     |
| Manabí     | José Moreira                                  |                               |
| Pichincha  | Juan Aguirre Montúfar                         | Juan Aguirre Montúfar         |
| Pichincha  | Pedro José de Arteta y Calisto                |                               |
| Pichincha  | Daniel Fernández Salvador y Gómez de la Torre |                               |
| Pichincha  | Camilo García                                 |                               |
| Pichincha  | Antonio Muñoz Fajardo y Cortázar              |                               |
| Pichincha  | Vicente Sanz Osorio                           |                               |

Fuente: